# 2020年夏季奥林匹克运动会圣基茨和尼维斯代表团
2020年夏季奥林匹克运动会圣基茨和尼维斯代表团是圣基茨和尼维斯所派出的，因2019冠状病毒病疫情而延期至2021年举办的第32届夏季奥林匹克运动会的代表团。这是该国第七次参加夏季奥运。

## 田径
圣基茨和尼维斯在田径项目上获得以下资格（每个小项最多3名来自同一代表团的运动员参赛）：
注
- 径赛运动员的预赛排名是该运动员所在小组的排名，而非总排名
- Q = 直接晋级至下一轮
- q = 径赛：因在所有未直接晋级选手中成绩靠前而获得剩下的晋级名额；田赛：未达到晋级标准成绩但总排名靠前

径赛和公路赛
| 运动员       | 项目      | 预赛  | 预赛 | 1/4决赛 | 1/4决赛 | 半决赛 | 半决赛 | 决赛   | 决赛   |
| 运动员       | 项目      | 成绩  | 排名 | 成绩    | 排名    | 成绩   | 排名   | 成绩   | 排名   |
| ------------ | --------- | ----- | ---- | ------- | ------- | ------ | ------ | ------ | ------ |
| Jason Rogers | 男子100米 | 轮空  | 轮空 | 10.21   | 3 Q     | 10.12  | 5      | 未晋级 | 未晋级 |
| Amya Clarke  | 女子100米 | 11.67 | 3 Q  | 11.71   | 7       | 未晋级 | 未晋级 | 未晋级 | 未晋级 |